# Clever Hans

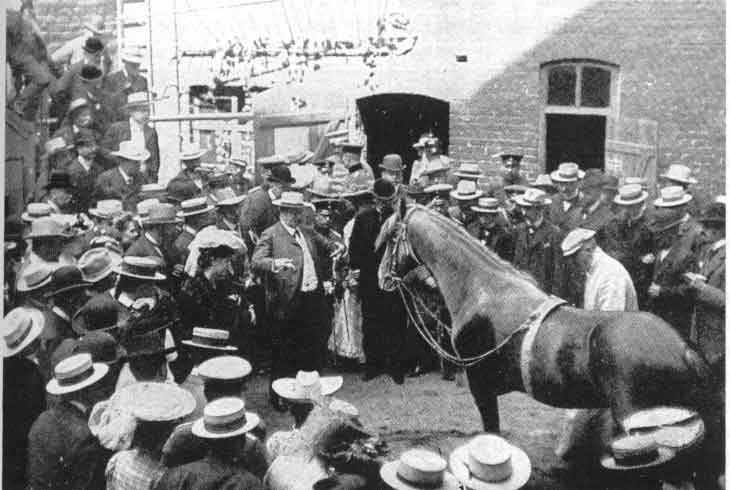
Clever Hans durante un espectáculo.

Clever Hans o Hans "el listo" (en alemán, Hans der Kluge) fue un caballo famoso en Alemania a principios del siglo XX, del que se alegaba que era capaz de realizar operaciones aritméticas (por ejemplo sumar, multiplicar, dividir, trabajar con fracciones etc.) y otras tareas intelectuales (por ejemplo decir la hora, calcular el calendario, distinguir tonos musicales etc.). El caballo hizo grandes presentaciones públicas donde le hacían consultas matemáticas y el animal “respondía” correctamente pateando en el suelo. La fama de Hans der Kluge el caballo matemático traspasó fronteras haciéndose conocido con el nombre en inglés de “Clever Hans” (Hans el Inteligente ).

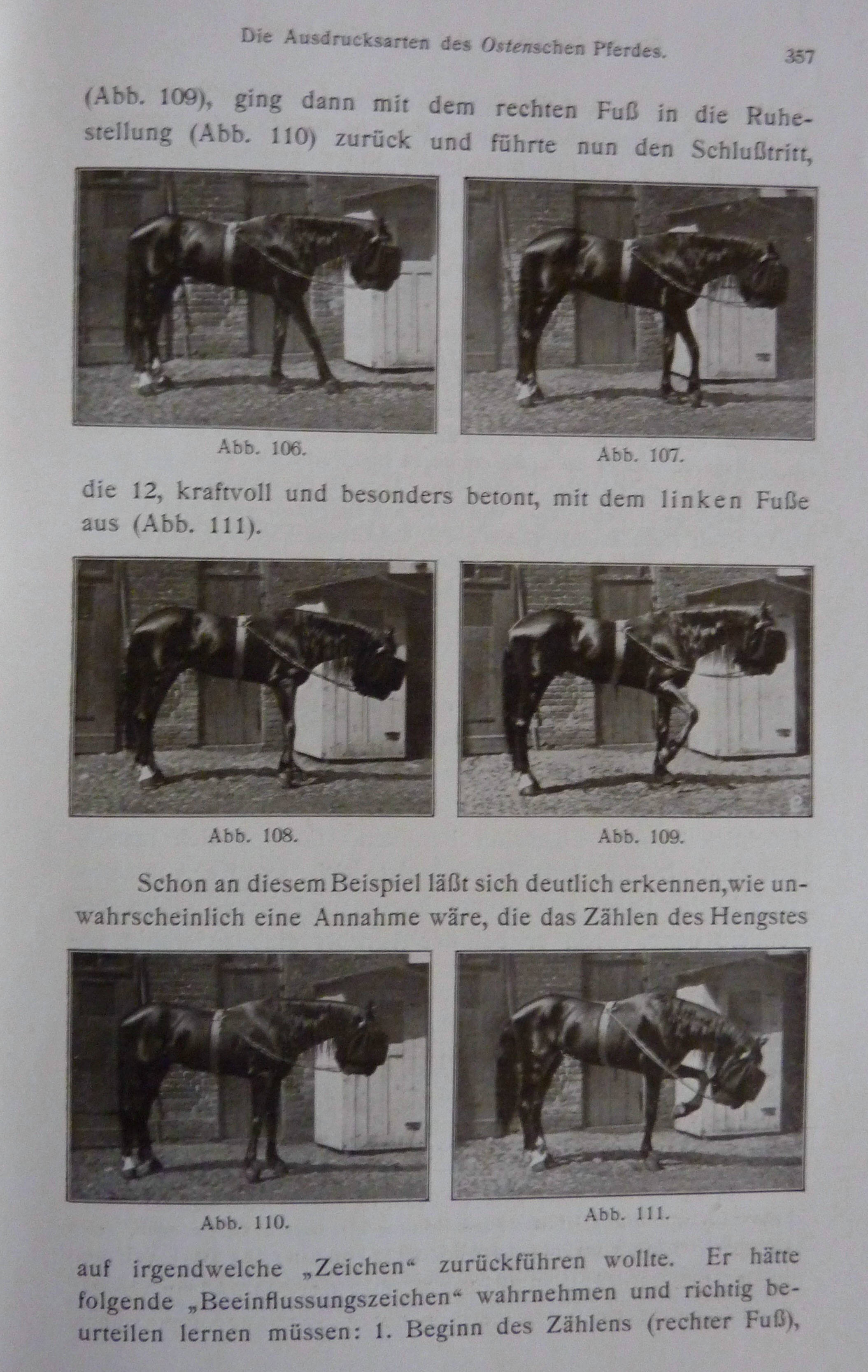
Clever Hans en la prensa

Ante las dudas de los científicos sobre la supuesta inteligencia animal se creó una comisión especial encabezada por el psicólogo Oskar Pfungst en 1907.
La investigación formal demostró que el caballo en realidad no realizaba estas tareas mentales, pero miraba la reacción de sus observadores humanos. Pfungst descubrió en su metodología de investigación, que el caballo respondía directamente a señales involuntarias en el lenguaje corporal del entrenador humano, que tenía las facultades para solucionar cada problema. El entrenador era completamente inconsciente de que él proporcionaba tales señales.
En honor a Pfungst la anomalía descubierta fue bautizada como el efecto Clever Hans y ha seguido siendo importante en el conocimiento del efecto de la expectativa, la observación participante y posteriormente estudios en la cognición animal.

## El espectáculo

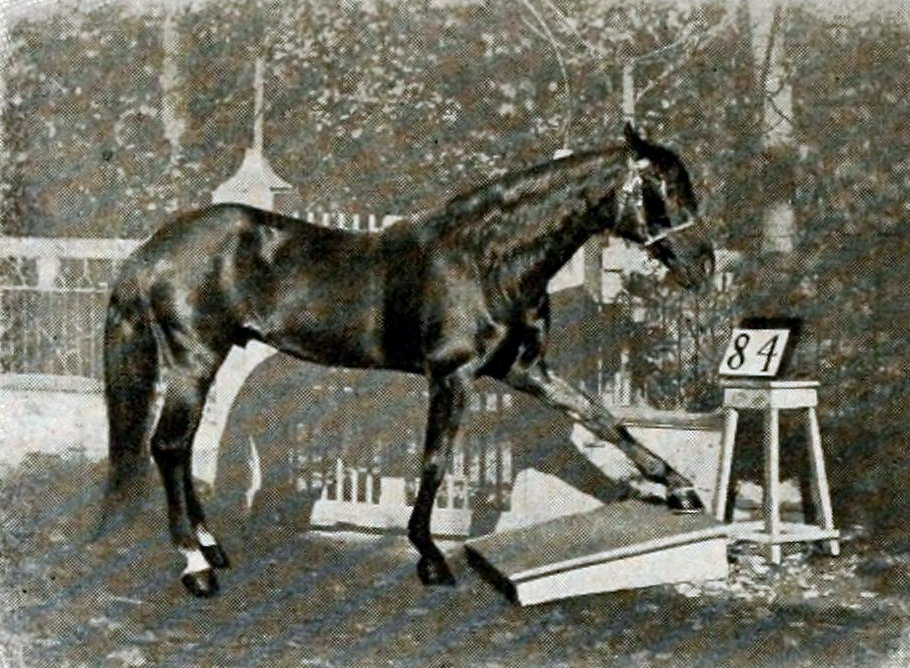
Hans “respondiendo” preguntas

A finales del siglo XIX, el público estaba interesado en el estudio de la inteligencia de animal en gran parte gracias a las publicaciones entonces recientes de Charles Darwin.
Hans era un caballo propiedad de Wilhelm von Osten, que era un profesor de matemáticas y un entrenador de caballos aficionado, algo místico y adicto a la frenología. Hans fue enseñado a sumar, restar, multiplicar, dividir, trabajar con fracciones, decir la hora, entender el calendario, diferenciar tonos musicales, leer, deletrear, y entender el idioma alemán. Si Von Osten preguntaba a Hans, “Si el octavo día del mes cae en martes, ¿cuál es la fecha del viernes siguiente?” Hans contestaba dando toques con su pie. Podrían hacer preguntas tanto oralmente como en la forma escrita. Wilhelm von Osten realizó espectáculos por toda Alemania presentando al caballo y su fama trascendió a otros continentes.
Si ocurría que el espectáculo no resultaba o el caballo no funcionaba bien, tanto von Osten como Hans notoriamente se veían mal y propensos a rabiar. Pfungst sufrió más que una mordedura de caballo durante su investigación.

## La investigación de la “Comisión Hans”

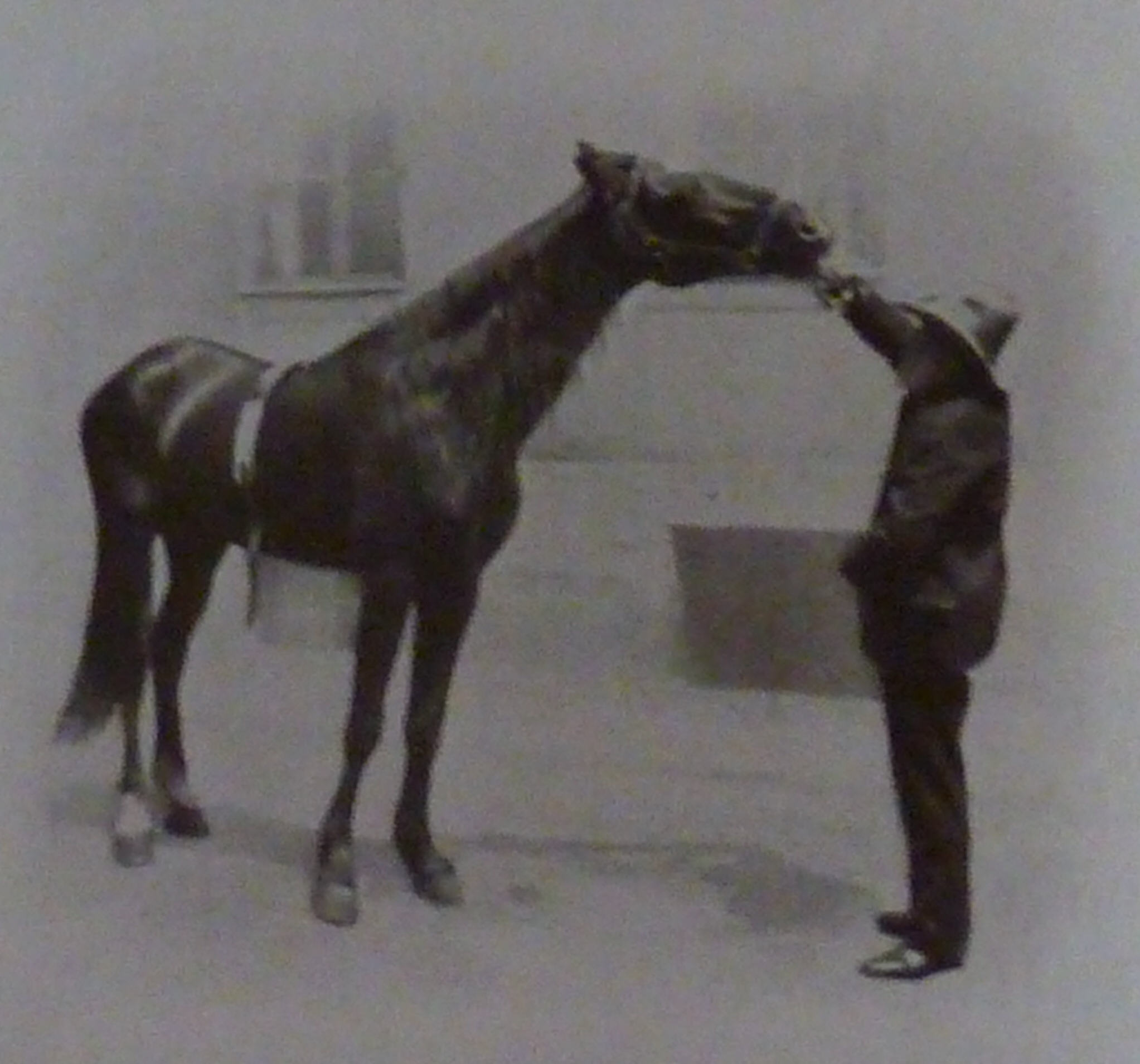
Clever Hans y Von Osten

Debido al gran interés público, la junta de educación alemana designó una comisión para investigar las reclamaciones científicas de Osten. El filósofo y psicólogo Carl Stumpf formó un panel de 13 personas (entre ellos él mismo), conocidas como Comisión Hans.
Esta comisión consistió de un veterinario, un gerente de circo, un oficial de Caballería, varios profesores de escuela y el director del Zoológico de Berlín. Esta comisión concluyó en septiembre de 1904 que no había ningún truco implicado en el funcionamiento de Hans.    
La comisión pasó la evaluación a Pfungst, que realizó los siguientes experimentos:
- El aislamiento del caballo, el interrogador y los espectadores, de forma que ninguna señal pudiera venir de ellos.
- La utilización de otros interrogadores aparte del amo del caballo.
- Mediante anteojeras, averiguar qué pasaba si el caballo podía ver al interrogador
- Qué pasaba si el interrogador sabía la respuesta a la pregunta por adelantado.

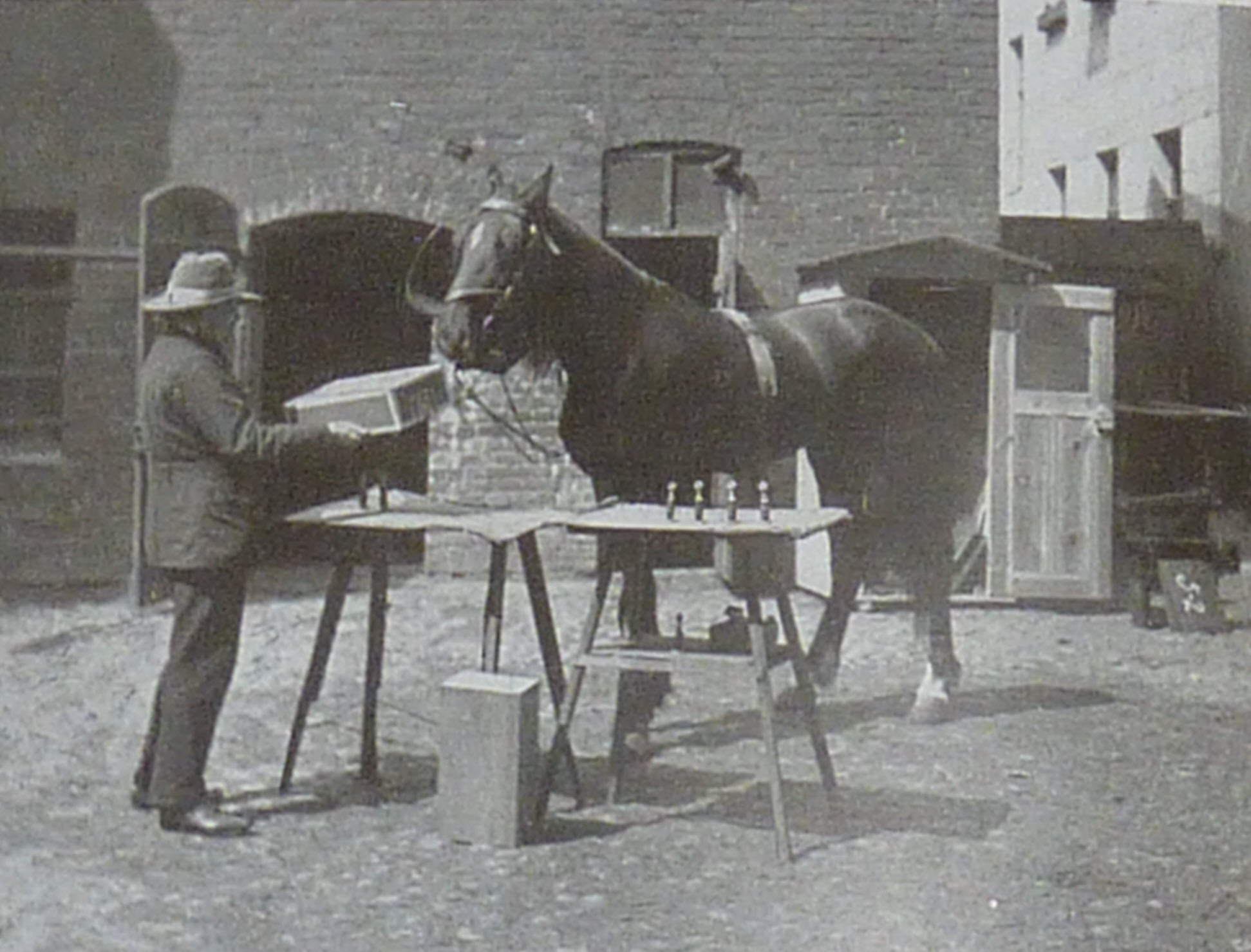
Hans sumando

Usando un número sustancial de pruebas, Pfungst encontró que el caballo podría conseguir la respuesta correcta incluso si von Osten en persona no hacía las preguntas, excluyendo la posibilidad de fraude. Sin embargo, el caballo conseguía la respuesta correcta solo cuando el interrogador sabía (conocía) la respuesta y el caballo podía ver al interrogador.

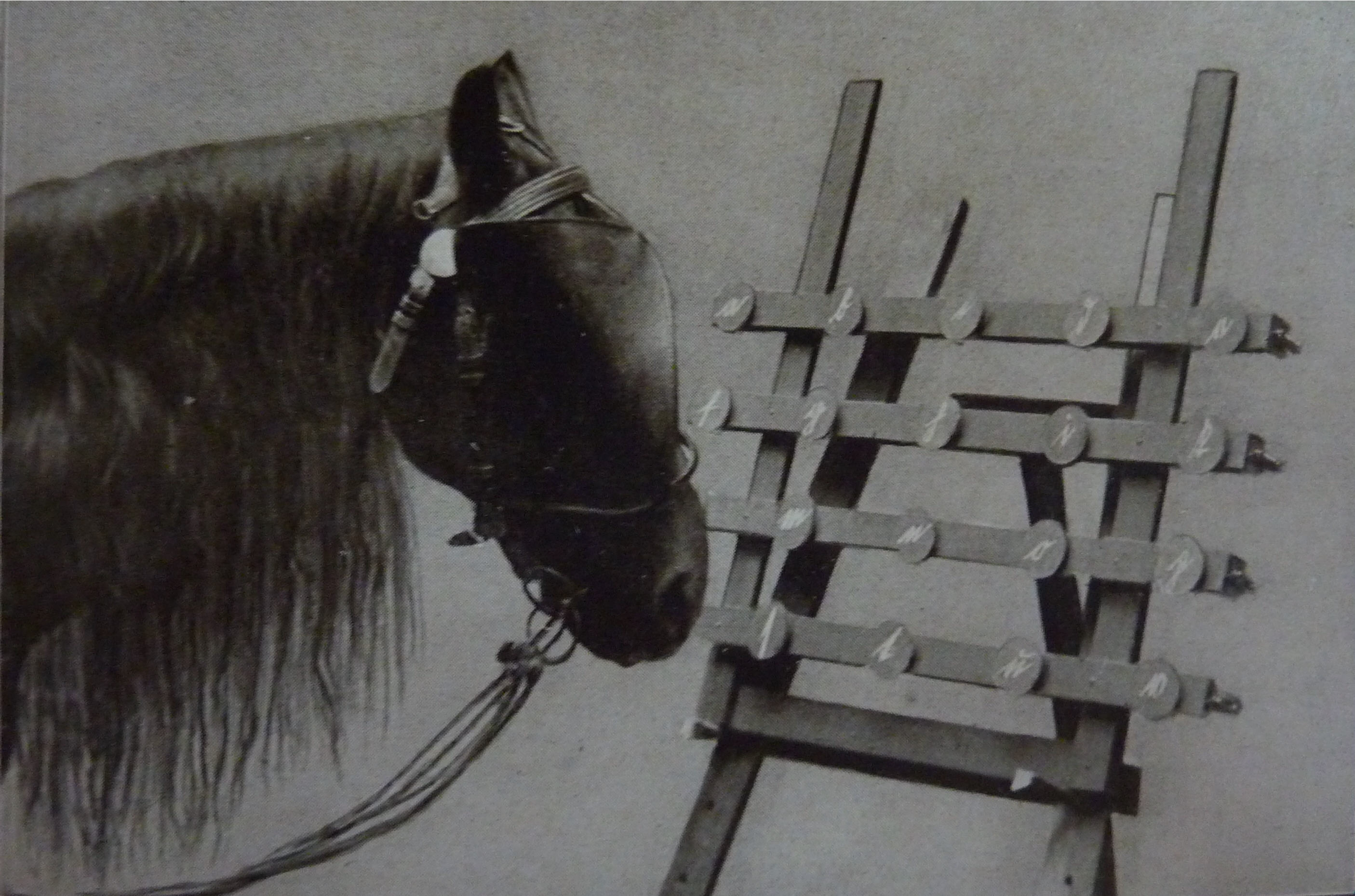
Hans en la máquina de escribir

La comisión observó que cuando Osten conocía las respuestas a las preguntas, Hans conseguía el 89 por ciento de las respuestas correctas, pero cuando Osten no las conocía, Hans solo contestaba el seis por ciento de las preguntas correctamente.
Pfungst entonces continuó examinando el comportamiento del interrogador detalladamente, y mostró que, cuando los golpes de la pezuña del caballo se acercaban a la respuesta correcta, cambiaba la postura y la expresión de la cara del interrogador, de tal modo que se producía un aumento de la tensión que se liberaba cuando el caballo llegaba finalmente a la cifra “correcta”. Esto proporcionaba una señal que el caballo interpretaba como que podía dejar de dar golpes.
Incluso después de haber sido desacreditado, Osten, quien nunca se convenció con las conclusiones de Pfungst, siguió  mostrando a Hans en Alemania, atrayendo grandes y entusiastas muchedumbres.

## El efecto Clever Hans
Actualmente se denomina así en la ciencia experimental a la posibilidad de que el experimentador “contamine” involuntariamente los resultados del experimento mediante gestos, tonos de voz, lenguaje corporal, etc.  El efecto Clever Hans fue determinante para desarrollar la técnica de los experimentos en doble ciego, es decir donde el propio experimentador debe desconocer el resultado correcto.

## Curiosidades
- El oficial alemán Günther von Kluge fue apodado  Der Kluge Hans (“Clever Hans”) en honor a su inteligencia brillante. Von Kluge llegó a ser uno de los más hábiles Mariscales de Campo del ejército del tercer Reich.

- En un capítulo de la serie norteamericana “Los Simpsons” se hace referencia a este fenómeno cuando se descubre que Lisa daba inconscientemente pistas a su hermana menor en un test de CI infantil.